# Mecky
Mecky war ein US-amerikanischer Hersteller von Automobilen.

## Unternehmensgeschichte
A. Mecky lebte in Tioga. Er betrieb eine kleine mechanische Werkstätte in Philadelphia in Pennsylvania. Dort stellte er zwischen 1901 und Ende 1902 einige Automobile her. Der Markenname lautete Mecky.
Es ist nicht bekannt, wann das Unternehmen aufgelöst wurde.

## Fahrzeuge
Die Wagen hatten Einzylindermotoren von De Dion-Bouton. Die Aufbauten waren Runabouts mit wahlweise zwei oder vier Sitzen. Der Neupreis war abhängig von der Größe des Motors.